# Atanycolus latabdominalis
Atanycolus latabdominalis är en stekelart som beskrevs av Roy D. Shenefelt 1943. Atanycolus latabdominalis ingår i släktet Atanycolus och familjen bracksteklar. Inga underarter finns listade.